# Genolinea laticauda
Genolinea laticauda är en plattmaskart. Genolinea laticauda ingår i släktet Genolinea och familjen Hemiuridae. Inga underarter finns listade i Catalogue of Life.